# مارك رينغ
مارك رينغ (بالإنجليزية: Mark Ring)‏ هو لاعب اتحاد الرغبي بريطاني، ولد في 15 أكتوبر 1962 في كارديف في المملكة المتحدة.

## وصلات خارجية
- مارك رينغ عل موقع إسبنسكروم (الإنجليزية)
- مارك رينغ على موقع ItsRugby.co.uk (الإنجليزية)